# Marina Miletić
Marina Miletić (ur. 21 lutego 1983 w Vukovarze) – chorwacka siatkarka, reprezentantka kraju, gra jako przyjmująca.
Obecnie występuje w czeskim VK AGEL Prostějov.

## Kariera
- Zok Vukovar (1998–2001)
- Zok Osijek (2001–2002)
- La Rochette Volley (2002–2005)
- Entente Sportive Le Cannet-Rocheville(2005–2006)
- ASPTT Miluza (2006–2007)
- Entente Sportive Le Cannet-Rocheville (2007–2008)
- ŽOK Rijeka (2008–2010)
- Dinamo-Jantar Kaliningrad (2010)
- Rabita Baku (2011)
- Galatasaray SK (2011–2012)
- VK AGEL Prostějov (2012-)

## Sukcesy
- Liga Mistrzyń:
  -  2011
- Mistrzostwa Azerbejdżanu:
  -  2011
- Puchar CEV:
  -  2012